# N-Methyl-N-nitroso-1-heptanamin
N-Methyl-N-nitroso-1-heptanamin ist eine organische Verbindung aus der Gruppe der Nitrosamine.

## Herstellung
N-Methyl-N-nitroso-1-hexanamin kann durch Nitrosierung von N-Methylheptylamin hergestellt werden.

## Toxikologie
N-Methyl-N-nitroso-1-heptanamin weist im Versuch an Ratten eine ähnliche Toxizität auf wie N-Methyl-N-nitroso-1-hexanamin. Bei höheren Expositionsmengen starben alle Tiere innerhalb eines Jahres, überwiegend an Krebs, wobei insbesondere Speiseröhrenkrebs auftrat. Die Toxizität ist deutlich geringer als bei N-Methyl-N-nitroso-1-butanamin.

## Regulierung
Über den Safe Drinking Water and Toxic Enforcement Act of 1986 besteht in Kalifornien seit dem 26. Dezember 2014 eine Kennzeichnungspflicht für Produkte, die N-Methyl-N-nitroso-1-heptanamin enthalten.

## Externe Links zu erwähnten Verbindungen
1. ↑  Externe Identifikatoren von bzw. Datenbank-Links zu N-Methylheptylamin:  CAS-Nr.: 36343-05-2, EG-Nr.: 252-987-4, ECHA-InfoCard: 100.048.156, PubChem: 93190, ChemSpider: 84133, Wikidata: Q72481444.